# Гражданская (платформа)
Гражда́нская — остановочный пункт маршрута МЦД-2 Московских центральных диаметров на Рижском направлении Московской железной дороги в Москве. Бывшая станция.

## История
Станция Зыково открыта в 1901 году при строительстве железной дороги, названа по имени села Петровское-Зыково. В 1930 году получила современное название.
В 1990-е годы путевое развитие было снято, станция стала платформой. До снятия станция была приспособлена в том числе и для оборота электропоездов, следующих из Москвы. После того, как это стало невозможным, оборот поездов без заезда к Рижскому вокзалу может производиться на станции Подмосковная с конечной остановкой на платформе Стрешнево.

## Описание
К югу от платформы в сторону вокзала расположен неэлектрифицированный путь, ведущий к фабрике «Свобода», и остатки других путей, поэтому платформа фактически отделена от города, и выход с неё осуществляется также по мостику, либо через открытую секцию в заборе (на ул. 8 Марта). Выход в северном направлении — в Чуксин тупик (Тимирязевский район), в южном — на улицу Юннатов (Савёловский район), в западном - на улицу 8 марта. Рядом с платформой расположены конечная остановка автобуса 727, московская станция DHL, центральные административные офисы Ozon.ru и Билайн, жилой комплекс «Аэробус». Ближайшие станции метро — «Динамо», «Аэропорт», «Тимирязевская».
Расположена у границы парка Сельскохозяйственной академии им. Тимирязева. Состоит из двух посадочных платформ, соединённых пешеходным мостиком. Первая платформа (для поездов из Москвы) — береговая, изогнутая, на ней находится кассовый павильон и расписание движения электропоездов. Вторая, для поездов в Москву — островная, изогнутая. Хотя использовать её полностью как островную не позволяют колонны, поддерживающие навес над ней — они расположены прямо на краю платформы, а также малое расстояние между путями в северном конце и маленькая лесенка, по которой люди спускаются прямо на 3 путь. Платформа не оборудована турникетами.

## Пассажирское сообщение
Имеется беспересадочное прямое сообщение на Курское направление. Беспересадочное сообщение осуществляется на север до станции Шаховская и на юг до станций Москва-Рижская, Серпухов, Тула. Относится ко второй тарифной зоне. Время движения от Рижского вокзала — 10 минут.

## Наземный общественный транспорт
На этой станции можно пересесть на следующие маршруты городского пассажирского транспорта:
- Автобусы: 132, 318, 427